# 월터 브루그만
월터 브루그만(Walter Brueggemann, 1933년 3월 11일 ~ 2025년 6월 5일)은 구약성서를 연구한 미국의 신학자이다.

## 경력
브루그만은 뉴욕에 있는 유니온 신학교에서 신학박사 학위를 취득했으며, 세인트루이스 대학교(St. Louis University)에서 교육학 박사학위를 받았다. 미주리주에 위치한 이든 신학교(Eden Theological Seminary)에서 25년 동안 강의했다. 1986년부터는 컬럼비아 신학교(Columbia Theological Seminary)에서 학생들을 가르쳤고, 미국 연합 그리스도의 교회(the United Church of Christ)의 목사로 재직하였다.

## 저작
- 예언자적 상상력(The Prophetic Imagination), Minneapolis: Fortress Press, 1978. ISBN.-복있는 사람에서 2009년 한국어 번역본으로 출간하였다.
- 창세기: 해석: 교육과 설교를 위한 성서 주석(Genesis: Interpretation: A Bible Commentary for Teaching and Preaching), Atlanta: John Knox Press, 1982. ISBN-X.
- 시편의 메시지: 신학적 주석(The Message of the Psalms: A Theological Commentary), Minneapolis: Augsburg, 1984. ISBN.
- 희망을 품는 상상력: 바빌론 유수 때의 예언적인 목소리들(Hopeful Imagination: Prophetic Voices in Exile), Philadelphia: Fortress Press, 1986. ISBN.
- 힘내라, 깨뜨려라: 예레미야 1-25장에 대한 주석: 구약에 대한 국제 신학적 주석(To Pluck Up, to Tear Down: A Commentary on the Book of Jeremiah 1–25: International Theological Commentary on the Old Testament). Eerdmans Publishing Company, 1988. ISBN.
- 드디어 시인이 온다: 선포를 위한 대담한 설교(Finally Comes the Poet: Daring Speech for Proclamation). Augsburg Fortress Publishers, 1989. ISBN.
- 사무엘 상하: 해석: 교육과 설교를 위한 성서 주석(First and Second Samuel: Interpretation: A Bible Commentary for Teaching and Preaching). Atlanta: John Knox Press, 1990. ISBN.
- 짓고 심어라: 예레미야 26-52장에 대한 주석(To Build, to Plant: A Commentary on Jeremiah 26–52: International Theological Commentary on the Old Testament). Continuum International Publishing Group, 1991. ISBN.
- 해석과 순종: 신실한 독해에서 신실한 삶으로(Interpretation and Obedience: From Faithful Reading to Faithful Living). Minneapolis: Fortress Press, 1991. ISBN.
- 오래 지속되는 놀라움: 시편들, 근대성, 그리고 역사 만들기(Abiding Astonishment: Psalms, Modernity, and the Making of History). Louisville: John Knox Press, 1991. ISBN.
- 본문 아래에서의 극복: 성서와 포스트모던한 상상력(Texts under Negotiation: The Bible and Postmodern Imagination). Minneapolis: Fortress Press, 1993. ISBN.
- "출애굽기(The Book of Exodus)", 새로운 해석자의 성서(The New Interpreter's Bible). Vol. 1. Nashville: Abingdon Press, 1994. ISBN.
- 예레미야 주석: 바빌론 유수와 귀환(A Commentary on Jeremiah: Exile and Homecoming). Grand Rapids, Mich.: Wm. B. Eerdmans Publishing Company, 1998. ISBN-X.
- 이사야(Isaiah) 1–39. Louisville, Kentucky: Westminster John Knox Press, 1998. ISBN.
- 이사야(Isaiah) 40–66. Louisville, Kentucky: Westminster John Knox Press, 1998. ISBN.
- 열왕기 상하: 스미스와 헬리스 성서 주석(1 & 2 Kings: Smyth & Helwys Bible Commentary). Smyth & Helwys Publishing, 2000. ISBN.
- 신명기: 어빙던 구약 주석(Deuteronomy: Abingdon Old Testament Commentaries), Abingdon Press, 2001. ISBN.
- 예언적인 상상력(Prophetic Imagination), 제2판, Fortress Press, 2001. ISBN.
- 다윗의 진실: 이스라엘의 상상력과 기억(David's Truth: In Israel's Imagination and Memory), 제2판, Minneapolis: Fortress Press, 2002. ISBN.
- 땅: 성서의 신앙에서 선물, 약속, 도전으로서의 장소(The Land: Place as Gift, Promise, and Challenge in Biblical Faith), 제2판, Overtures to Biblical Theology. Fortress Press, 2002. ISBN.
- 신앙의 반향: 구약에 나오는 주제에 대한 신학적인 안내서( Reverberations of Faith: A Theological Handbook of Old Testament Themes). Westminster John Knox Press, 2002. ISBN.
- 구약성서 입문: 경전과 기독교적인 상상력(An Introduction to the Old Testament: The Canon and Christian Imagination). Westminster John Knox Press, 2003. ISBN.
- 하늘을 우러러보고, 땅에 뿌리를 내리다: 월터 브루그만의 기도(Awed to Heaven, Rooted in Earth: Prayers of Walter Brueggemann), Fortress Press, 2003. ISBN
- 새 생명을 숨쉬는 책: 성서의 권위와 성서신학(The Book That Breathes New Life: Scriptural Authority and Biblical Theology), 2005. ISBN.
- 구약신학(Theology of the Old Testament), Fortress Press, 2005. ISBN. (류호준 옮김, CLC, 2003)
- 예레미야서의 신학(The Theology of the Book of Jeremiah), Cambridge Univ. Press, 2006. ISBN.
- 시편에서 나오는 기도(Praying the Psalms), 제2판, Cascade Books, 2007. ISBN 978-1-55635-283-6.